# زاید بن سلطان آل نهیان
شیخ زاید بن سلطان آل نهیان (۶ مه ۱۹۱۸ – ۲ نوامبر ۲۰۰۴) نام کامل الشیخ زاید بن سلطان بن زاید بن خلیفة بن شخبوط بن ذیاب بن عیسی بن نهیان آل نهیان، حاکم ابوظبی و بنیان‌گذار امارات متحدهٔ عربی و ۳۳ سال (از ۱۹۷۱ تا ۲۰۰۴)، حاکم امارات متحده عربی بود.
شیخ زاید، کوچک‌ترین پسر سلطان بن زاید بن خلیفة آل نهیان (حاکم اجدادی ابوظبی از ۱۹۲۲ تا ۱۹۲۶) از قبیله عربی بنی یاس تیره ای از اعراب بنی هلال در شهر العین در فاصله ۱۴۰ کیلومتری ابوظبی پایتخت امارات عربی متحده متولد شد.
نام او را به احترام پدربزرگ مشهورش زاید بن خلیفه آل نهیان (حاکم ابوظبی از ۱۸۵۵ تا ۱۹۰۹) همنام با او برگزیدند. شیخه سلامه بنت بطی القبیسی مادر شیخ زاید در دوران نوجوانی و جوانی فرزندش شیخ زاید را به کسب علوم دینی و حفظ قرآن تشویق کرد.
شیخ زاید پدرش را در هشت سالگی از دست داد و برادر بزرگش شخبوط بن زاید آل نهیان حاکم ابوظبی شد و در سال ۱۹۴۶ شیخ زاید را به عنوان والی شهر العین منصوب کرد. وی به مدت ۲۰ سال ولایت شهر العین را به عهده داشت که در این دو دهه فعالیت کشاورزی و آبیاری در العین توسعه یافت.
او در ششم اوت سال ۱۹۶۶ با عزل برادرش در کودتایی بدون خونریزی، جانشین برادرش، شیخ شخبوط بن سلطان آل نهیان، به عنوان امیر امارت ابوظبی شد. وی پس از به قدرت رسیدن در ابوظبی اقدام به انجام ارتباطات و مذاکرات فشرده‌ای با امیرنشین‌های مجاور به ویژه دبی برای تأسیس یک کشور فدرال کرد که این امر با کمک شیخ راشد بن سعید آل مکتوم حاکم وقت دوبی و نیز موافقت حاکمان وقت شارجه، ام القوین، فجیره و عجمان در دوم دسامبر ۱۹۷۱ میلادی (۱۳۵) با موجودیت یافتن کشور فدرال امارات عربی متحده محقق شد. امارت راس الخیمه نیز بعد از مدتی به پیمان اتحاد بین امارت‌ها پیوست. شیخ زاید از همان زمان به عنوان نخستین رئیس کشور امارات عربی متحده انتخاب و ۴ بار دیگر در سال‌های ۱۹۷۶، ۱۹۸۱، ۱۹۸۶ و ۱۹۹۱ بازگزیده شد. وی تا روز سه شنبه قبل از مرگش این سمت را عهده‌دار بود. شیخ زاید دارای ۲۹ فرزند (۱۷ پسر و ۱۲ دختر) است که اغلب پسران وی از سمت‌های بلندپایه کشوری و لشکری برخوردارند.
امارات با راه و روش و سیاست‌های شیخ زاید و منابع عظیم نفتی جزو ثروتمندترین کشورهای جهان شده‌است، به ویژه در رفاه اجتماعی شهروندان اماراتی و توسعه‌های عمرانی که با در نظر گرفتن وضع کشور در ۴۰ سال قبل نمونه موفقی محسوب می‌شود. بعضی از سران عرب به او لقب حکیم عرب داده‌اند.
او به عنوان یک حاکم نسبتاً روشنفکر شناخته می‌شد که به رسانه‌های خصوصی در کنار رسانه‌های خارجی اجازه کار کردن داد ولی از آن‌ها توقع داشت که خودسانسوری کنند و از نقد و نکوهش زاید و خانواده سلطنتی خودداری کنند.
شیخ زاید در ۲ نوامبر ۲۰۰۴ میلادی در سن ۸۶ سالگی درگذشت و در مسجد شیخ زاید شهر ابوظبی به خاک سپرده شد.

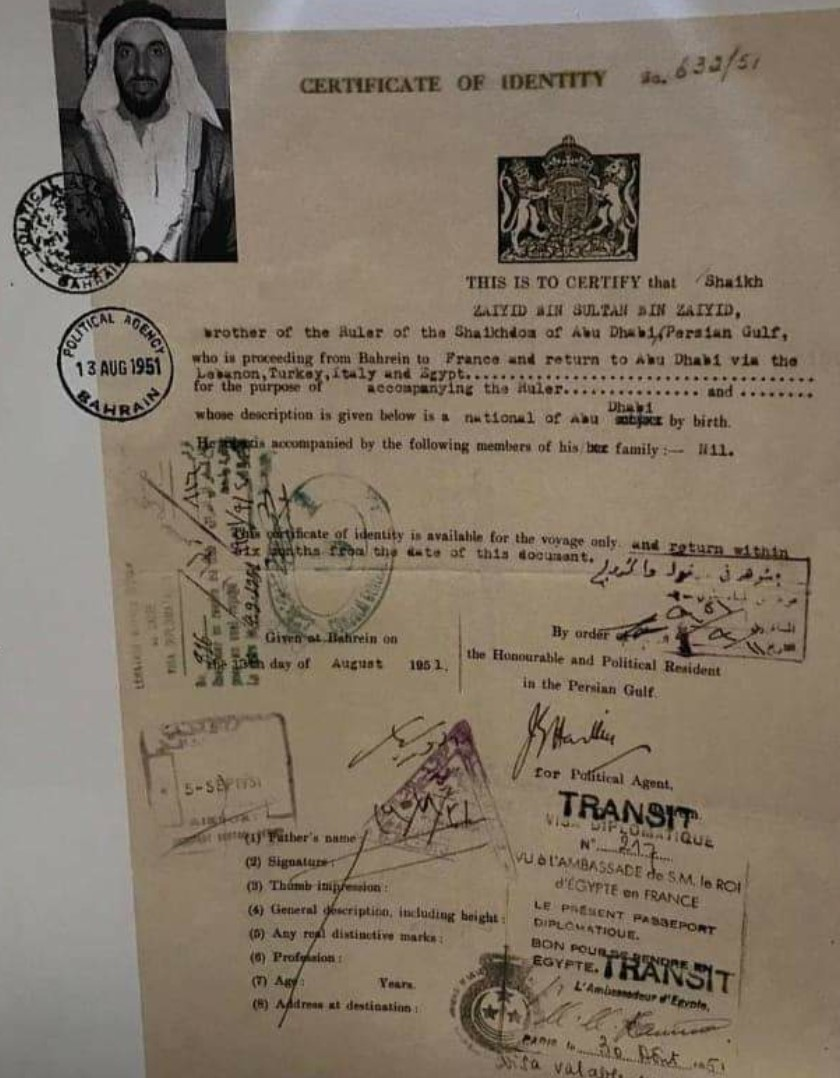
گذرنامه بنیانگذار امارات متحده عربی در سال ۱۹۵۱

## ازدواج و فرزندان
زاید بین سلطان هفت بار ازدواج کرد و ۱۸ پسر دارد. فرزندان وی عبارتند از:
| نام                        | دوره زندگی                       | ملاحظات |
| -------------------------- | -------------------------------- | --- |
| خلیفه بن زاید آل نهیان     | ۷ سپتامبر ۱۹۴۸ – ۱۳ مه ۲۰۲۲      | رئیس سابق امارات متحده عربی و حاکم سابق ابوظبی با Shamsa bint Suhail Al Mazrouei (م. ۱۹۵۰) ازدواج کرده بود                                     |
| Sultan بن زاید آل نهیان    | ۱ دسامبر ۱۹۵۵ – 18 November 2019 | Former Deputy Prime Minister of the UAE |
| Shamsa بنت زاید آل نهیان   |                                  | |
| محمد بن زاید آل نهیان      | ۱۱ مارس ۱۹۶۱ (۶۴ سال)            | رئیس کنونی امارات متحده عربی و حاکم کنونی ابوظبی، فرمانده معظم کل قوای مسلح امارات Sheikha Salama bint Hamdan bin Mohammed Al Nahyan (ا. ۱۹۸۱) |
| حمدان بن زاید آل نهیان     | ۱۹۶۳ (۶۱–۶۲ سال)                 | Sheikha Shamsa bint Hamdan bin Mohammed Al Nahyan (ا. ۱۹۷۹)                                                                                    |
| Hazza بن زاید آل نهیان     | ۱۹۶۵ (۵۹–۶۰ سال)                 | Mozah Bint Mohammed Bin Butti Al Hamed (ا. ۱۹۸۱)                                                                                               |
| طحنون بن زاید آل نهیان     | ۴ دسامبر ۱۹۶۹ (۵۵ سال)           | ورزشکار ماهر جوجیتسو و پسر Fatima bint Mubarak Al Ketbi. او در بخش بانکداری کار می‌کند.                                                         |
| منصور بن زاید آل نهیان     | ۲۰ نوامبر ۱۹۷۰ (۵۴ سال)          | Alia bint Mohammed bin Butti Al Hamed (ا. ۱۹۹۵) Manal bint Mohammed Al Maktoum (ا. ۲۰۰۵)                                                       |
| عبدالله بن زاید آل نهیان   | ۳۰ آوریل ۱۹۷۲ (۵۳ سال)           | Sheikha Alyazia bint Saif Al Nahyan (ا. ۱۹۸۸)                                                                                                  |
| Al Yazia بنت زاید آل نهیان | ۱۹۶۸ (۵۶–۵۷ سال)                 | دختر Fatima bint Mubarak Al Ketbi |
| Shamma بنت زاید آل نهیان   | ۱۹۶۷ (۵۷–۵۸ سال)                 | دختر Fatima bint Mubarak Al Ketbi |
| سیف بن زاید آل نهیان       | ۱۹۶۸ (۵۶–۵۷ سال)                 | قائم مقام نخست‌وزیر امارات |
| حامد بن زاید آل نهیان      | ۱۹۷۱ (۵۳–۵۴ سال)                 | رئیس دربار ولیعهد ابوظبی |
| عمر بن زاید آل نهیان       |                                  | پسر Mouza bint Suhail Al Khaili معاون دوم رئیس باشگاه ورزشی بنی یاس                                                                            |
| احمد بن زاید آل نهیان      | (۱۹۶۸–۲۶ مارس ۲۰۱۰)              | پسر Mouza bint Suhail Al Khaili |
| Afra بنت زاید آل نهیان     |                                  | دختر Mouza bint Suhail Al Khaili |
| عیسی بن زاید آل نهیان      |                                  | Real estate developer |
| ناصر بن زاید آل نهیان      | (۱۹۶۹–۲ ژوئن ۲۰۰۸)               | رئیس سابق اداره برنامه‌ریزی ابوظبی |
| Rawdha بنت زاید آل نهیان   |                                  | |
| Salama بنت زاید آل نهیان   |                                  | |
| Saeed بن زاید آل نهیان     | (born 1965)                      | |
| Falah بن زاید آل نهیان     | ۷ نوامبر ۱۹۷۰ (۵۴ سال)           | |
| نهیان بن زاید آل نهیان     |                                  | |
| Dhiyab بن زاید آل نهیان    |                                  | رئیس هیئت مدیره باشگاه فوتبال الوحده، رئیس سابق هیئت مدیره سازمان آب و برق ابوظبی                                                              |
| Latifa بنت زاید آل نهیان   |                                  | |
| Mouza بنت زاید آل نهیان    |                                  | |
| Wadeema بنت زاید آل نهیان  |                                  | |
| Sheikha بنت زاید آل نهیان  |                                  | |